# Leptocoelotes
Leptocoelotes is een geslacht van spinnen uit de  familie van de Amaurobiidae (nachtkaardespinnen).

## Soorten
- Leptocoelotes edentulus (Wang & Ono, 1998)
- Leptocoelotes pseudoluniformis (Zhang, Peng & Kim, 1997)